# 君という名の翼
『君という名の翼』（きみというなのつばさ）は、コブクロの13枚目のシングル。2006年7月26日発売。発売元はワーナーミュージック・ジャパン。

## 解説
前作『桜』以来、約9か月ぶりのシングル。速水もこみち主演のABC・テレビ朝日系ドラマ『レガッタ〜君といた永遠〜』の主題歌として、「パートナーシップ」をテーマに書き下ろされ、ベスト版の先行シングルとしてリリースされた。年末の音楽番組（『ミュージックステーションスーパーライブ』、『第48回日本レコード大賞』など）でも披露された。
コブクロのドラマ主題歌として4曲目の曲になり、前々作の「ここにしか咲かない花」から3作連続でドラマ主題歌でのシングルとなった。
c/wの「あなたへと続く道」は前回のツアー時に新曲として歌われた曲で、シングルリリース後に映画『椿山課長の七日間』の主題歌に抜擢された。CDではヴァイオリンも演奏されているが、映画ではほとんどピアノ演奏である。
この曲では「宝島」同様、小渕はエレキギターを弾いている。
発売から1年半後の2008年3月からは、JAL先得割引のCMソングとして使われることとなった。
ユニバーサル・スタジオ・ジャパン (USJ) のアトラクション「ハリウッド・ドリーム・ザ・ライド」のBGMの1曲である。

## 収録曲
全曲作詞・作曲：小渕健太郎、編曲:コブクロ
1. 君という名の翼
  - ABC・テレビ朝日系ドラマ『レガッタ〜君といた永遠〜』主題歌[1]
  - JAL先得割引CMソング
  - SUBARU「レヴォーグ」CMソング（2018年）
2. あなたへと続く道
  - 映画『椿山課長の七日間』主題歌
3. 君という名の翼 (Instrumental)
4. あなたへと続く道 (Instrumental)

## 収録アルバム
- ALL SINGLES BEST(#1,#2)
- 5296(#1)
- ALL TIME BEST 1998-2018(#1,2)
- Seasons Selection〜Summer〜 (#1)
- Seasons Selection〜Winter〜 (#2)
- ALL SEASONS BEST (#1,2)

## ライブ映像・音源作品
| 曲名             | 発売年 | 規格        | 作品名                                                                                             | 収録日         |
| ---------------- | ------ | ----------- | -------------------------------------------------------------------------------------------------- | -------------- |
| 君という名の翼   | 2007年 | DVD/Blu-ray | KOBUKURO LIVE TOUR '06 "Way Back to Tomorrow"FINAL                                                 | 2006年12月3日  |
| 君という名の翼   | 2008年 | DVD         | ap bank fes '07                                                                                    | 2007年7月16日  |
| 君という名の翼   | 2008年 | DVD/Blu-ray | KOBUKURO LIVE TOUR '08 "5296" FINAL                                                                | 2008年6月5日   |
| 君という名の翼   | 2011年 | DVD/Blu-ray | KOBUKURO STADIUM LIVE 2010〜OSAKA・TOKYO・MIYAZAKI〜                                               | 2010年10月10日 |
| 君という名の翼   | 2012年 | CD          | ALL SINGLES BEST 2 (初回限定盤B)                                                                   | 2006年12月3日  |
| 君という名の翼   | 2013年 | DVD/Blu-ray | KOBUKURO LIVE TOUR 2013 "One Song From Two Hearts" FINAL at 京セラドーム大阪                       | 2013年7月21日  |
| 君という名の翼   | 2014年 | DVD/Blu-ray | KOBUKURO LIVE TOUR 2014 "陽だまりの道" FINAL at 京セラドーム大阪                                   | 2014年7月20日  |
| 君という名の翼   | 2015年 | DVD/Blu-ray | KOBUKUROAD2〜奇跡への軌跡〜                                                                        | 2014年9月6日   |
| 君という名の翼   | 2018年 | CD          | ONE TIMES ONE (初回限定盤)                                                                         | 2017年8月21日  |
| 君という名の翼   | 2018年 | DVD/Blu-ray | KOBUKURO LIVE TOUR 2017 "心" at 広島グリーンアリーナ                                               | 2017年11月4日  |
| 君という名の翼   | 2018年 | CD          | コブクロライブ入門盤                                                                               | 2008年6月5日   |
| 君という名の翼   | 2020年 | DVD/Blu-ray | KOBUKURO 20TH ANNIVERSARY LIVE IN MIYAZAKI                                                         | 2018年9月16日  |
| 君という名の翼   | 2021年 | DVD/Blu-ray | KOBUKUROAD5                                                                                        | 2020年10月3日  |
| 君という名の翼   | 2023年 | DVD/Blu-ray | KOBUKURO LIVE TOUR 2022 "GLORY DAYS" FINAL at マリンメッセ福岡 (初回限定盤,ファンサイト会員限定盤) | 2021年12月17日 |
| 君という名の翼   | 2024年 | DVD/Blu-ray | KOBUKURO LIVE TOUR 2023 "ENVELOP" FINAL at 東京ガーデンシアター                                    | 2024年1月26日  |
| あなたへと続く道 | 2006年 | DVD         | KOBUKURO LIVE at 武道館 NAMELESS WORLD                                                             | 2006年5月6日   |
| あなたへと続く道 | 2007年 | DVD/Blu-ray | KOBUKURO LIVE TOUR '06 "Way Back to Tomorrow"FINAL                                                 | 2006年12月3日  |
| あなたへと続く道 | 2012年 | CD          | ALL SINGLES BEST 2 (初回限定盤B)                                                                   | 2006年12月3日  |
| あなたへと続く道 | 2015年 | DVD/Blu-ray | KOBUKUROAD2〜奇跡への軌跡〜                                                                        | 2014年11月13日 |

## カバーしたアーティスト
- つるの剛士 - カバー・アルバム『つるのうた3』(2015年)に収録